# Хроника Холодной войны (1969 год)
Хронология Холодной войны
- 1943
- 1944
- 1945
- 1946
- 1947
- 1948
- 1949
- 1950
- 1951
- 1952
- 1953
- 1954
- 1955
- 1956
- 1957
- 1958
- 1959
- 1960
- 1961
- 1962
- 1963
- 1964
- 1965
- 1966
- 1967
- 1968
- 1969
- 1970
- 1971
- 1972
- 1973
- 1974
- 1975
- 1976
- 1977
- 1978
- 1979
- 1980
- 1981
- 1982
- 1983
- 1984
- 1985
- 1986
- 1987
- 1988
- 1989
- 1990
- 1991

- 20 января: Ричард Никсон вступил в должность президента США.
- 2 марта: Пограничные столкновения между Советским Союзом и Китаем на острове Даманский.
- 17 марта: США начинают бомбить коммунистические схроны в Камбодже.
- 14 июля: Начало «Футбольной войны» между Сальвадором и Гондурасом.
- 16 июля: Запуск «Аполлона-11», пилотируемого Нилом Армстронгом, Баззом Олдрином и Майклом Коллинзом.
- 20 июля: США совершают первую пилотируемую посадку на Луну, «Аполлон-11».
- 24 июля: «Аполлон-11» возвращается на Землю.
- 25 июля: С началом вывода американских войск из Вьетнама и переноса зоны боевых действий на юг, в Южный Вьетнам, там начинается «вьетнамизация».
- 1 сентября: Муаммар Каддафи свергает ливийскую монархию и изгоняет британский и американский персонал. Ливия присоединяется к Советскому блоку.
- 2 сентября: Смерть вьетнамского лидера Хо Ши Мина. Это было значительное и решающее событие как для войны во Вьетнаме, так и для китайско-советского пограничного конфликта.
- 21 октября: Сиад Барре свергает правительство Сомали в результате бескровного переворота. Он объявляет себя президентом Сомали и реорганизует страну в однопартийное коммунистическое государство — Сомалийскую Демократическую Республику.
- 17 ноября: В Хельсинки начинаются переговоры об ограничении стратегических вооружений.